# Lobobunaea phaedusa
Lobobunaea phaedusa is een vlinder uit de familie nachtpauwogen (Saturniidae), onderfamilie Saturniinae.
De wetenschappelijke naam van de soort is voor het eerst geldig gepubliceerd door Drury in 1780.